# Short films
『short films』（ショート フィルムス）は、BIGMAMAの1枚目のミニアルバム。2006年7月5日にRX-RECORDSよりリリースされた。

## 概要
BIGMAMAにとって初の全国流通版であり、デビュー作となる。また、メンバー編成が現在とは異なる唯一の作品でもある。
当時は無名の新人でありながら、1万枚以上のセールスを記録した。この売り上げ枚数は新人にしては異例である。
このミニアルバムに収録されている「look at me」は11thシングル『alongside』に、「cpx」と「we have no doubt」は1stアルバム『Love and Leave』に、リメイクされた音源が再収録されている。また、「now you're not here」はSwing Out Sisterの8thアルバム『Shapes and Patterns』に収録されている「あなたにいてほしい（Now You're Not Here）」をカバーしたものである。
ボーカルの金井政人やギターの柿沼広也は、この作品をリリースした当時は就職と音楽活動で揺れ動いた時期であり、音楽活動に気持ちが入り切っていなかったと明かしている。しかしこの作品がCDショップに並ぶようになり、全国のファンからSNS等で発信されることに魅力を感じ、本格的に音楽活動を志すようになる。

## 収録曲
| 全編曲: BIGMAMA。 |                         |                                               |                                               |       |
| #                 | タイトル                | 作詞                                          | 作曲                                          | 時間  |
| 1.                | 「look at me」          | 金井政人                                      | BIGMAMA                                       | 2:40  |
| 2.                | 「cpx」                 | 金井政人                                      | BIGMAMA                                       | 3:40  |
| 3.                | 「now you're not here」 | Andrew Connell・Corinne Drewery・Paul O'Duffy | Andrew Connell・Corinne Drewery・Paul O'Duffy | 3:29  |
| 4.                | 「seriously」           | 金井政人                                      | BIGMAMA                                       | 0:59  |
| 5.                | 「little cloud」        | 金井政人                                      | BIGMAMA                                       | 2:35  |
| 6.                | 「in my bed room」      | 柿沼広也                                      | BIGMAMA                                       | 3:31  |
| 7.                | 「we have no doubt」    | 金井政人                                      | BIGMAMA                                       | 3:12  |
| 合計時間:         | 合計時間:               | 合計時間:                                     | 合計時間:                                     | 20:06 |